# شهرستان بعاج
شهرستان بَعاج (به عربی: قضاء البعاج) یکی از شهرستان‌های عراق است که در استان نینوا واقع شده‌است. شهرستان بعاج ۸۸٬۴۰۱ نفر جمعیت دارد که اکثریت آن عرب سنی هستند.
مرکز آن شهر بعاج است.
شهرستان بعاج در باختر موصل و در جنوب کوهستان سنجار واقع شده‌است. این شهرستان از سوی باختر با استان حسکه سوریه هم‌مرز است.
از مهم‌ترین بخش‌ها و روستاهای این شهرستان می‌توان به عدنانیه، قحطانیه و مجمع الرمبوس و الجُغیفی و الصکار و النوفلی و حمدانیه و ام‌الروس و الکرعان و خوتلة الصغری و ابوخویمه و المجفا و رکاب الطیر و قریة السوجین و الشمالات و فتحی الیوسف و جلمید و قابوسیه اشاره کرد.